# Bakterie wodorowe
Bakterie wodorowe – bakterie utleniające wodór z wykorzystaniem tlenu jako ostatecznego akceptora elektronów. Są zdolne do wiązania CO
2, ale mogą również wykorzystywać substraty organiczne, dlatego zaliczane są do fakultatywnych chemolitoautotrofów.
Bakterie wodorowe w przeszłości zaliczane były do rodzaju Hydrogenomonas, są jednak bardzo zróżnicowaną grupą mikroorganizmów. Należą w większości do gramujemnych (np. Pseudomonas facilis, Xanthobacter autotrophicus i Alcaligenes eutrophus), ale niektóre zaliczane są do gramdodatnich (np. Nocardia opaca, Mycobacterium gordonae i Bacillus sp.).
Dawcą elektronów jest wodór cząsteczkowy, który utlenia się do wody według poniższej reakcji:
2H
2 + O
2 → 2H
2O
Wykorzystanie wodoru umożliwiają hydrogenazy. U mikroorganizmów tych występują dwa rodzaje hydrogenaz: hydrogenaza redukująca NAD (cytoplazmatyczna, rozpuszczalna) i hydrogenaza związana z błoną cytoplazmatyczną.
Niektóre bakterie wodorowe w przypadku dostępności zarówno wodoru, jak i CO
2 i substancji organicznych wykazują miksotrofizm, wykorzystując związki organiczne do budowy biomasy, a energię z utleniania wodoru do syntezy związków. Mając możliwość wykorzystania organicznych substratów, wykazują szybsze tempo wzrostu.
Bakterie wodorowe powszechnie występują w środowiskach, w których dostępne są jednocześnie wodór i tlen. Wodór wraz z dwutlenkiem węgla powstaje w warunkach beztlenowych podczas rozkładu materii organicznej w glebie i osadach dennych. Szczególnie licznie występują w glebach przesiąkniętych wodą, ale zasiedlają również gleby dobrze napowietrzone, porośnięte przez rośliny motylkowate. Wodór powstaje tam w reakcji asymilacji azotu z udziałem nitrogenazy.
Do bakterii wodorowych nie zalicza się bakterii utleniających wodór w warunkach tlenowych bez autotroficznego wiązania CO
2 (np. Acetobacter, Azotobacter i Enterobacteriaceae) ani utleniających wodór w warunkach beztlenowych wykorzystujących siarczany lub CO
2 jako akceptory wodoru (np. Desulfovibrio, Clostridium aceticum i Methanobacterium thermoautotrophicum).
Bakterie wodorowe zostały opisane w 1910 roku przez polskiego uczonego Bronisława Niklewskiego.